# Глория Голдрайх
Глория Голдрайх (на английски: Gloria Goldreich) е американска писателка на произведения драма, любовен роман, исторически роман и детска литература.

## Биография и творчество
Глория Голдрайх е родена през1935 г. в Ню Йорк, САЩ, в еврейското семейство на Дейвид и Гуси Голдрайх. Има три сестри. Отраства в Бронкс. Следва в университета Брандейс и завършва еврейска история в Еврейския университет в Йерусалим. След дипломирането си е координатор в отдела за еврейско образование на Националния център на Женската ционистка организация на Америка „Хадаса“ и директор на връзките с обществеността на колежа Барух към Градския университет на Ню Йорк.
Още като студентка в университета Брандейс, тя е победителка в конкурса за разкази за списание „Seventeen“, където е публикувана първата ѝ творба. Впоследствие нейни разкази и критични есета са публикувани в списанията „Commentary“, „McCalls“, „Redbook“, „Ladies Home Journal“, „Mademoiselle“, „Ms.“, „Chatelaine“, „Hadassah“ и др. Произведенията ѝ са антологизирани и превеждани.
Авторка е на поредица от детски книги за жените в професиите, озаглавена „Какво може да бъде тя?“, като първата ѝ книга от поредицата (за професията ветеринарна лекарка) е публикувана през 1972 г.
Първият ѝ роман „Season of Discovery“ (Сезон на открития) е издаден през 1976 г. Романът ѝ „Leahs Journey“ (Пътешествието на Лия) печели Националната награда за еврейска книга за художествена литература през 1979 г.
Редактора е на антологиите „Десет традиционни еврейски истории“ от 2000 г. и „Съкровищница на еврейската литература“ от 2001 г. Изнасяла е лекции в САЩ и Канада.
Омъжена е за адвокат и има две дъщери и син.
Глория Голдрайх живее със семейството си в Тукехо, щат Ню Йорк.

## Произведения

### Самостоятелни романи
- Season of Discovery (1976)
- Leahs Journey (1978) – награда за еврейска литература
- Lori (1979)
- Four Days (1980) – награда на Федерацията за изкуства и литература
- This Promised Land (1982)
- This Burning Harvest (1983)
- Leah's Children (1985)
- West to Eden (1987)
- Mothers (1992)
- Years of Dreams (1992)
- That Year of Our War (1994)
- Walking Home (2004)
- Dinner with Anna Karenina (2005)
- Open Doors (2008)
- The Guests of August (2009)
- The Bridal Chair (2015)
Дъщерята на художника, изд.: „Емас“, София (2019), прев. Емилия Ничева-Карастойчева
- After Melanie (2019)
- The Paris Children (2020)

### Документалистика
- What Can She Be? (1972 – 1981) – поредица от 12 книги